# Tenkū Shinpan
Tenku Shinpan: Sem Saída (天空侵犯, Tenkū Shinpan) é uma série de mangá japonesa escrita por Tsuina Miura e ilustrada por Takahiro Oba. A série foi serializada on-line no aplicativo Manga Box da DeNA entre dezembro de 2013 e abril de 2019, com a Kodansha compilando-a em vinte e um volumes tankōbon. 
Um mangá de sequência intitulado High-Rise Invasion Arrive (天空侵犯arrive, Tenkū Shipan Arrive) foi serializado no site e aplicativo Magazine Pocket da Kodansha de julho de 2019 a abril de 2021, com sete volumes tankōbon lançados..
Uma adaptação da série em anime ONA pelo estúdio Zero-G foi transmitida mundialmente na Netflix e estreou no Brasil em 25 fevereiro de 2021, com 12 episódios dublados.

## Enredo
A estudante do colegial Yuri Honjō é transportada para um mundo cheio de arranha-céus e pontes suspensas que os conectam. Ela então se vê sendo caçada por figuras misteriosas usando máscaras. Mais tarde, ela encontra outros adolescentes na mesma situação, mas não está claro se eles serão amigos ou inimigos.

## Personagens
- Yuri Honjō (本城遊理, Honjō Yuri)

Yuri é uma estudante que de repente foi transportada para um mundo estranho cheio de arranha-céus, onde ela e outros como ela são perseguidos por assassinos vestindo misteriosas máscaras brancas. Ao perceber que seu irmão mais velho Rika também foi transportado para este mundo bizarro, os dois irmãos decidem se encontrar e procurar uma maneira de escapar. Ela tem complexo de irmão.
- Mayuko Nise (二瀬真由子, Nise Mayuko)

Mayuko é uma das pessoas transportadas para o misterioso mundo dos arranha-céus. Intimidada e negligenciada por todos, incluindo seus pais, Mayuko se tornou uma assassina impiedosa neste novo mundo, sem vontade de confiar em ninguém. No entanto, após ser salva por Yuri, Mayuko se dedica a ajudar Yuri. Depois de se tornarem amigos, Mayuko desenvolve sentimentos por Yuri.
- Kuon Shinzaki (新崎 九遠, Shinzaki Kuon)

Kuon é um Candidato a Deus. Ela às vezes é chamada de Usuário do Canhão Elétrico. Kuon é delicado e inocente em todos os assuntos. Tendo se adaptado a uma alta etiqueta social, ela não tinha a capacidade de entender o mundo perigoso à primeira vista. Ao longo das viagens com seu companheiro, Sniper Mask, ela é capaz de mostrar suas habilidades, mas continua ingênua e humilde. Ela acha Sniper Mask intrigante e misterioso, o que a leva a desenvolver sentimentos leves devido ao cuidado dele por ela.
- Rika Honjō (本城理火, Honjō Rika)

Rika é o irmão mais velho de Yuri e uma das pessoas transportadas para o misterioso mundo dos arranha-céus. Seu caráter confiável o leva a se tornar rapidamente o líder de um pequeno grupo humano que trabalha duro para encontrar uma saída deste mundo enquanto mantém contato com sua irmã através de seu telefone para dar conselhos e trocar informações.
- Sniper mascarado (スナイパー仮面, Sunaipā Kamen)

Também conhecido como "Sr. Sniper", Sniper Mascarado é um anjo que empunha um rifle sniper. Ele tem uma conexão desconhecida com Rika.
- Mamoru Aikawa (相川守, Aikawa Mamoru)

Aikawa é um Candidato a Deus que controla trinta Anjos.
- Yayoi Kusakabe (日下部弥生, Kusakabe Yayoi)

Kusakabe é um anjo que serve Aikawa.
- Kazuma Aohara (青原和真, Aohara Kazuma)

Aohara é um Candidato a Deus que controla os Anjos Ein e Zwei. Ele está inicialmente obcecado em se tornar um Deus Perfeito, mas depois de ser derrotado por Yuri, ele se torna seu aliado.

## Episódios
Esta é uma lista de episódios da série de anime original Netflix.
| Nº (geral) | Nº (série) | Título                                   | Diretor            | Roteirista      | Exibição original       |
| ---------- | ---------- | ---------------------------------------- | ------------------ | --------------- | ----------------------- |
| 1          | 1          | "Não entendo este mundo"                 | Masahiro Takata    | Toko Machida    | 25 de fevereiro de 2021 |
| 2          | 2          | "Encontrei um novo objetivo"             | Kenta Onishi       | Toko Machida    | 25 de fevereiro de 2021 |
| 3          | 3          | "Sinto muito, Mayuko Nise"               | Daisuke Kurose     | Masahiro Takata | 25 de fevereiro de 2021 |
| 4          | 4          | "Eu não desisto"                         | Toru Kitahata      | Masahiro Takata | 25 de fevereiro de 2021 |
| 5          | 5          | "Uma arma poderosa"                      | Tomoya Takayama    | Toko Machida    | 25 de fevereiro de 2021 |
| 6          | 6          | "Se eu me tornar uma deusa completa"     | Yuu Kazuchi        | Toko Machida    | 25 de fevereiro de 2021 |
| 7          | 7          | "Vou acabar com este reino"              | Hiroyuki Furukawa  | Masahiro Takata | 25 de fevereiro de 2021 |
| 8          | 8          | "Desisti da minha humanidade e tudo bem" | Akira Mano         | Toko Machida    | 25 de fevereiro de 2021 |
| 9          | 9          | "Qual de nós terá uma vida legal?"       | Hisaya Takabayashi | Toko Machida    | 25 de fevereiro de 2021 |
| 10         | 10         | "Nosso inimigo quer o caos"              | Kenta Onishi       | Toko Machida    | 25 de fevereiro de 2021 |
| 11         | 11         | "Eu sou a justiça!"                      | Ryōichi Kuraya     | Masahiro Takata | 25 de fevereiro de 2021 |
| 12         | 12         | "Uma grande invasão"                     | Toru Kitahata      | Masahiro Takata | 25 de fevereiro de 2021 |

## Produção

### Mangá
O mangá foi serializado on-line no aplicativo Manga Box da DeNA de 5 de dezembro de 2013 a 4 de abril de 2019.  A KodanshaKodansha detinha a licença para publicar a série e a compilou em vinte e um volumes tankōbon , enquanto Seven Seas Entertainment publicou-o em uma edição dois-em-um na América do Norte de junho de 2018 a outubro de 2021.  Um mangá de sequência, intitulado High-Rise Invasion Arrive foi serializado no site e aplicativo Magazine Pocket da Kodansha de 28 de julho de 2019 a 24 de abril de 2021 e foi compilado em sete volumes. 

### Anime
No Netflix Anime Festival em 26 de outubro de 2020, uma adaptação da série de anime (ONA) foi anunciada com uma janela de lançamento em fevereiro de 2021.  Em meados de janeiro de 2021, a Netflix revelou que a série estava programada para ser lançada em 25 de fevereiro no serviço de streaming.  A série foi animada pelo estúdio Zero-G e dirigida por Masahiro Takata, com Touko Machida cuidando da composição da série, Yōichi Ueda desenhando os personagens e tatsuo e Youichi Sakai compondo a música da série.  EMPiRE cantou o tema de abertura "HON-NO", enquanto Have a Nice Day! executou o tema de encerramento "My Name is Blue" ( わたしの名はブルー, "Watashi no Na wa Burū" ).